# ابیدورنی
ابیدورنی (به انگلیسی: Abbeydorney) در ایرلند است که در شهرستان کری واقع شده‌است.